# Helga Margrét Þorsteinsdóttir
Helga Margrét Thorsteinsdóttir (ur. 15 listopada 1991 w Reykjavíku) – islandzka lekkoatletka specjalizująca się w wielobojach.
W 2007 roku zdobyła srebrny medal igrzysk małych państw Europy w skoku w dal. W tym samym sezonie startowała w siedmioboju w mistrzostwach świata juniorów młodszych oraz w mistrzostwach Europy. Uczestniczka światowego czempionatu juniorów w Bydgoszczy (2008). Podczas juniorskich mistrzostw Starego Kontynentu w 2009 roku nie ukończyła rywalizacji w siedmioboju. W czerwcu 2009 w Nikozji podczas igrzysk małych państw Europy zdobyła aż pięć medali (w skoku wzwyż, pchnięciu kulą, rzucie oszczepem oraz biegach sztafetowych 4 x 100 m i 4 x 400 m). Trzecia zawodniczka mistrzostw świata juniorów w Moncton (2010). Uczestniczka pucharu Europy w wielobojach oraz drużynowych mistrzostw Europy. Medalistka mistrzostw Islandii oraz rekordzistka kraju w różnych konkurencjach lekkoatletycznych.

## Osiągnięcia
| Rok  | Impreza                                | Miejsce       | Konkurencja                | Lokata      | Wynik     |
| ---- | -------------------------------------- | ------------- | -------------------------- | ----------- | --------- |
| 2007 | Mistrzostwa świata juniorów młodszych  | Ostrawa       | siedmiobój                 | 5. miejsce  | 5405 pkt. |
| 2007 | Igrzyska małych państw Europy          | Monako        | skok w dal                 | 2. miejsce  | 5,77      |
| 2007 | Igrzyska małych państw Europy          | Monako        | bieg na 200 m              | 7. miejsce  | 25,43     |
| 2007 | Mistrzostwa Europy juniorów            | Hengelo       | siedmiobój                 | 10. miejsce | 5308 pkt. |
| 2008 | Mistrzostwa świata juniorów            | Bydgoszcz     | siedmiobój                 | 7. miejsce  | 5516 pkt. |
| 2009 | III liga drużynowych mistrzostw Europy | Sarajewo      | pchnięcie kulą             | 2. miejsce  | 13,78     |
| 2009 | III liga drużynowych mistrzostw Europy | Sarajewo      | rzut oszczepem             | 4. miejsce  | 42,43     |
| 2009 | III liga drużynowych mistrzostw Europy | Sarajewo      | sztafeta 4 x 100 m         | 3. miejsce  | 47,46     |
| 2009 | Mistrzostwa Europy juniorów            | Nowy Sad      | siedmiobój                 | DNF         | –         |
| 2009 | Igrzyska małych państw Europy          | Nikozja       | bieg na 100 m przez płotki | 4. miejsce  | 14,39     |
| 2009 | Igrzyska małych państw Europy          | Nikozja       | skok wzwyż                 | 2. miejsce  | 1,75      |
| 2009 | Igrzyska małych państw Europy          | Nikozja       | pchnięcie kulą             | 3. miejsce  | 13,60     |
| 2009 | Igrzyska małych państw Europy          | Nikozja       | rzut oszczepem             | 3. miejsce  | 48,56     |
| 2009 | Igrzyska małych państw Europy          | Nikozja       | sztafeta 4 x 100 m         | 3. miejsce  | 47,33     |
| 2009 | Igrzyska małych państw Europy          | Nikozja       | sztafeta 4 x 400 m         | 3. miejsce  | 4:00,10   |
| 2010 | II liga pucharu Europy w wielobojach   | Tel Awiw-Jafa | siedmiobój                 | 2. miejsce  | 5757 pkt. |
| 2010 | Mistrzostwa świata juniorów            | Moncton       | siedmiobój                 | 3. miejsce  | 5706 pkt. |
| 2010 | Mistrzostwa Europy                     | Barcelona     | siedmiobój                 | –           | DNF       |

## Rekordy życiowe
- siedmiobój lekkoatletyczny – 5878 pkt. (24 czerwca 2009, Kladno) rekord Islandii
- pięciobój lekkoatletyczny (hala) – 4298 pkt. (4 lutego 2012, Tallinn) rekord Islandii